# Łyżwiarstwo szybkie na Zimowych Igrzyskach Olimpijskich 1936 – bieg na 1500 m mężczyzn
Bieg na 1500 metrów mężczyzn w łyżwiarstwie szybkim na Zimowych Igrzyskach Olimpijskich 1936 rozegrano 13 lutego na torze na jeziorze Rießersee. Mistrzem olimpijskim na tym dystansie został Norweg Charles Mathiesen, ustanawiając jednocześnie nowy rekord olimpijski.

## Wyniki
| Miejsce | Zawodnik            | Państwo           | Czas   |
| ------- | ------------------- | ----------------- | ------ |
| 01 !    | Charles Mathiesen   | Norwegia          | 2:19,2 |
| 02 !    | Ivar Ballangrud     | Norwegia          | 2:20,2 |
| 03 !    | Birger Wasenius     | Finlandia         | 2:20,9 |
| 4       | Leo Freisinger      | Stany Zjednoczone | 2:21,3 |
| 5       | Max Stiepl          | Austria           | 2:21,6 |
| 6       | Karl Wazulek        | Austria           | 2:22,2 |
| 7       | Harry Haraldsen     | Norwegia          | 2:22,4 |
| 8       | Hans Engnestangen   | Norwegia          | 2:23,0 |
| 9       | Ossi Blomqvist      | Finlandia         | 2:23,2 |
| 9       | Antero Ojala        | Finlandia         | 2:23,2 |
| 9       | Dolf van der Scheer | Holandia          | 2:23,2 |
| 12      | Karl Leban          | Austria           | 2:24,3 |
| 12      | Eddie Schroeder     | Stany Zjednoczone | 2:24,3 |
| 14      | Jan Langedijk       | Holandia          | 2:24,6 |
| 15      | Seien Kin           | Holandia          | 2:25,0 |
| 16      | Willy Sandner       | III Rzesza        | 2:25,3 |
| 17      | Robert Petersen     | Stany Zjednoczone | 2:25,4 |
| 18      | Alfons Bērziņš      | Łotwa             | 2:25,8 |
| 19      | Shozo Ishihara      | Japonia           | 2:26,7 |
| 20      | Lou Dijkstra        | Holandia          | 2:27,2 |
| 20      | Åke Ekman           | Finlandia         | 2:27,2 |
| 22      | Aleksander Mitt     | Estonia           | 2:27,8 |
| 23      | Jānis Andriksons    | Łotwa             | 2:28,9 |
| 23      | Seitoku Ri          | Japonia           | 2:28,9 |
| 25      | Ferdinand Preindl   | Austria           | 2:29,0 |
| 25      | László Hidvéghy     | Węgry             | 2:29,0 |
| 27      | Heinz Sames         | III Rzesza        | 2:29,3 |
| 28      | Yasuo Kawamura      | Japonia           | 2:29,6 |
| 29      | Axel Johansson      | Szwecja           | 2:29,9 |
| 30      | Roelof Koops        | Holandia          | 2:30,0 |
| 31      | Jaromír Turnovský   | Czechosłowacja    | 2:30,5 |
| 32      | Allan Potts         | Stany Zjednoczone | 2:31,2 |
| 33      | Kenneth Kennedy     | Australia         | 2:31,8 |
| 34      | Thomas White        | Kanada            | 2:34,2 |
| 35      | Oldřich Hanč        | Czechosłowacja    | 2:57,8 |
| 36      | James Graeffe       | Belgia            | 3:00,5 |
| 37      | Charles De Ligne    | Belgia            | 3:21,9 |